# Otázka rodičovství (Dr. House)
Otázka rodičovství (v anglickém originále Paternity) je druhá epizoda z první řady seriálu Dr. House.

## Děj
Dan hraje lakros. Při zápasu má mžitky před očima, a poté do něj narazí hráč, ale Dan se už nezvedne. Cameronová ví, že by chlapce nepřijal, a tak zfalšuje Housův podpis. Chlapec si stěžuje na noční děsy. Podle House to může být příčinou buď prožité trauma nebo pohlavní zneužívání. Chlapce chce odmítnout, ale všimne si, že má myoklonické záškuby i když je vzhůru a není unavený. V jednom z nočních děsů se chlapci zdá, že mu chce House ustřihnout palec u nohy. Testují mozkomíšní mok. Tým se domnívá, že má Dan roztroušenou sklerózu, ten však v noci zmizí a najdou ho na střeše nemocnice. On si však myslí, že je uprostřed hřiště a málem spadne. Naštěstí ho Chase zachrání. To Housovi nesedí na RS, a tak ho začnou léčit na neurosyfilis podáváním penicilinu. Léčba však nezabírá. House se domnívá, že Dan není synem svých rodičů, a tak provede test DNA z kelímků od kávy, ze kterých pili Danovi rodiče. Z testu vyplyne, že nejsou jeho rodiče. Od Danovy adoptivní matky se dozvídá, že Danova biologická matka nebyla očkována, a tak v prvních šesti měsících, kdy dítě chrání imunitní systém matky, nebyl chráněn a dostal spalničky. Virus spalniček pak zmutoval.

## Diagnózy
- špatné diagnózy: virová meningitida, blokáda v mozku, roztroušená skleróza, neurosyfilis
- správná diagnóza: subakutní sklerozující panencefalitida (SSPE) způsobená virem spalniček